# Gehyra fehlmanni
Gehyra fehlmanni är en ödleart som beskrevs av  Taylor 1962. Gehyra fehlmanni ingår i släktet Gehyra och familjen geckoödlor. Inga underarter finns listade i Catalogue of Life.